# Ouldja Boulballout
Ouldja Boulballout là một đô thị thuộc tỉnh Skikda, Algérie. Dân số thời điểm năm 2002 là 4.045 người.